# Spoorlijn 124 (België)
Spoorlijn 124 is een Belgische spoorlijn die Brussel met Charleroi verbindt. De spoorlijn is 55,9 km lang en is een belangrijke lijn voor het reizigersvervoer in België.

## Geschiedenis
Op 23 oktober 1843 werd de spoorlijn tussen Luttre en Charleroi officieel ingehuldigd. Op 20 september 1873 werd de spoorlijn tussen Brussel-Zuid en Ukkel-Kalevoet geopend. In de daaropvolgende maanden zou telkens een stuk bijgebouwd worden richting Luttre. Op 22 december 1873 konden de treinen doorrijden tot Sint-Genesius-Rode, vanaf 1 februari 1874 tot Waterloo, vanaf 10 maart tot Eigenbrakel, vanaf 10 april tot Lillois en op 1 juni 1874 was de spoorlijn tussen Brussel en Charleroi volledig klaar. De spoorlijn werd van bij het begin op dubbelspoor aangelegd.
Op 19 november 1949 was de spoorlijn over de hele lengte geëlektrificeerd met een bovenleidinsspanning van 3 kV.
De maximumsnelheid op de lijn bedraagt 120 km/u. Op het baanvak Nijvel - Luttre is de maximumsnelheid opgetrokken tot 140 km/u. De doorrit van het sporencomplex van Baulers en het station Nijvel is beperkt tot 60 km/u (40 km/u op de lijnen 124B en 124C). Op spoorlijn 124A zijn de doorgangen in de stations eveneens beperkt in snelheid: het station Luttre aan 100 km/u, het station Courcelles-Motte aan 80 km/u en het station Roux aan 90 km/u. Het traject tussen station Marchienne-au-Pont en station Charleroi-Centraal is eveneens beperkt tot 90 km/u op spoorlijn 124A.

## Spoorwegongeval
Op de avond van 16 augustus 1974 ontspoorde de trein Charleroi-Antwerpen op de spoorwegbrug van Luttre. Door een te grote uitzetting van de sporen op spoorlijn 124 net vóór de brug ging het treinstel door de mazen van de vakwerkbrug. Enkele wagons vatten vuur en werden herleid tot schroot. Ook de brug raakte zwaar beschadigd en stortte uiteindelijk in. Er vielen 17 doden en 48 zwaargewonden. Dit was een van de ergste spoorwegongevallen in de geschiedenis van de NMBS.

## Stations
Net zoals bij de stations langs spoorlijn 25, zijn alle stations voorzien van hoge perrons. Dit komt door de eerste elektrische treinen die nog geen extra lage trede hadden om makkelijk op een laag perron te kunnen uitstappen.

## Treindiensten
De NMBS verzorgt het personenvervoer met IC, L-, Piekuur- en ICT-treinen.
| Serie       | Treinsoort            | Route | Bijzonderheden                                       |
| ----------- | --------------------- | --- | ---------------------------------------------------- |
| IC 05       | Intercity (NMBS)      | Charleroi-Centraal – Brussel-Zuid – Antwerpen-Centraal – Antwerpen-Luchtbal                                                                  | Rijdt alleen op werkdagen.                           |
| IC 07       | Intercity (NMBS)      | Charleroi-Centraal – Brussel-Zuid – Antwerpen-Centraal – Essen                                                                               | Rijdt alleen op werkdagen.                           |
| IC 19       | Intercity (NMBS)      | Kortrijk – Moeskroen – Herzeeuw – Froyennes – /Doornik – Bergen – Charleroi-Centraal – Namen                                                 | Eerst en laatste ritten van/naar Kortrijk.           |
| IC 25       | Intercity (NMBS)      | Moeskroen – Doornik – Bergen – Charleroi-Centraal – Namen – Luik-Guillemins – Herstal – Liers                                                | Rijdt in het weekend tussen Moeskroen en Liers.      |
| IC 31       | Intercity (NMBS)      | [ Charleroi-Centraal – ] Brussel-Zuid – Mechelen – Antwerpen-Centraal                                                                        | In het weekend vanaf Charleroi-Centraal.             |
| L 4350C     | L-trein (NMBS)        | Charleroi-Centraal – Luttre – Manage – La Louvière-Centrum                                                                                   | Rijdt op werkdagen tussen 's-Gravenbrakel en Manage. |
| ICT 6700    | Toeristentrein (NMBS) | Charleroi-Centraal – Bergen – Doornik – Moeskroen – Brugge – Blankenberge                                                                    | Rijdt in juli en augustus.                           |
| P 7720/8720 | Piekuurtrein (NMBS)   | Jemeppe-sur-Sambre – Charleroi-Centraal – Brussel-Zuid – Schaarbeek                                                                          | Rijdt alleen op werkdagen.                           |
| P 7770/8770 | Piekuurtrein (NMBS)   | [ Manage – [ Luttre ] / [ Bergen – Quévy ] / [ 's-Gravenbrakel ] ] / [ La Louvière-Zuid – [ Bergen ] / [ Luttre ] / [ Charleroi-Centraal ] ] | Rijdt alleen op werkdagen.                           |
| P 7790/8790 | Piekuurtrein (NMBS)   | Luttre – Charleroi-Centraal | Rijdt alleen op werkdagen.                           |

### Gewestelijk Expresnet
Op het traject rijdt het Gewestelijk Expresnet de volgende routes:
| Treintype | Verbinding                                                                | Opmerkingen                               |
| --------- | ------------------------------------------------------------------------- | ----------------------------------------- |
| S1        | Antwerpen-Centraal - Mechelen - Brussel - Nijvel                          | Rijdt maandag tot en met zaterdag, 2×/u.  |
| S1        | Nijvel - Holleken - Brussel-Noord                                         | Rijdt op zon- en feestdagen, 1×/u.        |
| S9        | Nijvel - Brussel-Shuman - Leuven - Landen                                 | Week: 1×/u.                               |
| S19       | Brussels Airport-Zaventem - Brussel-Schuman - Nijvel - Charleroi-Centraal | Rijdt in het weekend Eigenbrakel - Leuven |

## Aansluitingen
In de volgende plaatsen is of was er een aansluiting op de volgende spoorlijnen:
Brussel-Zuid
Spoorlijn 0 tussen Brussel-Noord en Brussel-Zuid
Spoorlijn 28 tussen Brussel-Zuid en Schaarbeek
Spoorlijn 50A tussen Brussel-Zuid en Oostende
Spoorlijn 50C tussen Brussel-Zuid en Y Sint-Katarina-Lombeek
Spoorlijn 96 tussen Brussel-Zuid en Quévy
Spoorlijn 96A tussen Brussel-Zuid en Halle
Spoorlijn 96B tussen Brussel-Zuid en Vorst-Rijtuigen
Spoorlijn 96C tussen Brussel-Zuid en Bundel Gent
Spoorlijn 96D tussen Brussel-Zuid en Vorst-Rijtuigen
Spoorlijn 96N tussen Brussel-Zuid en Halle
Y Vorst-Oost
Spoorlijn 28/3 tussen Y Kuregem en Y Vorst-Oost
Y Linkebeek
Spoorlijn 26/5 tussen Y Linkebeek Halle en Y Linkebeek
Eigenbrakel
Spoorlijn 115 tussen Eigenbrakel en Roosbeek
Baulers
Spoorlijn 124B tussen Baulers en Nijvel
Spoorlijn 124C tussen Baulers en Nijvel
Spoorlijn 141 tussen Manage en Court-Saint-Etienne
Nijvel
Spoorlijn 124B tussen Baulers en Nijvel
Spoorlijn 124C tussen Baulers en Nijvel
Y Bois-de-Nivelles
Spoorlijn 131 tussen Y Noir-Dieu en Y Bois-de-Nivelles
Luttre
Spoorlijn 117 tussen 's-Gravenbrakel en Luttre
Spoorlijn 119 tussen Châtelet en Luttre
Spoorlijn 120 tussen Luttre en Trazegnies
Roux
Spoorlijn 112A tussen Roux en Piéton
Monceau
Spoorlijn 260 tussen Monceau en Charleroi-West
Spoorlijn 260A tussen Monceau en Amercoeur
Spoorlijn 266 tussen Monceau en Fosse 6
Spoorlijn 268 tussen Monceau en Monceau-Usines
Spoorlijn 268A tussen Marchienne-au-Pont en Fosse 2
Marchienne-au-Pont
Spoorlijn 112 tussen Marchienne-au-Pont en La Louvière-Centrum
Marchienne-Est
Spoorlijn 119A tussen Jumette-Brûlotte en Marchienne-Est
Marcinelle
Spoorlijn 140 tussen Ottignies en Marcinelle
Charleroi-Centraal
Spoorlijn 130 tussen Namen en Charleroi-Centraal
Spoorlijn 130A tussen Charleroi-Centraal en Erquelinnes
Spoorlijn 130C tussen Charleroi-Centraal en Châtelet
Spoorlijn 140/1 tussen Charleroi-West en Charleroi-Centraal

## Verbindingsspoor
124A/1: Y La Sambre (lijn 124A) - La Sambre (lijn 130A, 132) (voorheen lijn 124/1)
124/2: Y du Nord (lijn 130A) - Marcinelle - lijn 140

## Lijn 124A, 124B & 124C
In het kader van het Gewestelijk Expresnet zijn er plannen om de spoorlijn uit te breiden tot vier sporen tussen Linkebeek en Nijvel. Tussen Luttre en Charleroi is de spoorlijn reeds uitgebreid tot een viersporige lijn. De twee extra sporen ten westen van spoorlijn 124 vormen daar spoorlijn 124A. Tussen Baulers en Nijvel is de spoorlijn ook viersporig, hier spreekt men over spoorlijn 124B voor het enkele spoor ten oosten van spoorlijn 124, en over spoorlijn 124C voor het enkele spoor ten westen van spoorlijn 124.
Het deel op Vlaams grondgebied start ten vroegste in september 2024.